# ابوالخطار الکلبی
ابوالخطار الکلبی (عربی: أبو الخطار الحسام بن ضرار الكلبي) بیستمین والی اموی اندلس (۷۴۳-۷۴۵) بوده است.
وی که جانشین ثعلبه بن سلامه العاملی شده بود در سال ۷۴۵ از حکومت خلع و ثوابه بن سلامه الجذامی به حکومت اندلس انتخاب شد.